# Стиль керівництва
Стиль керівн́ицтва — сукупність засобів впливу керівника на підлеглих, яка обумовлена специфікою завдань, поставлених перед підприємством, взаємовідносинами керівника з підлеглими, обсягом його посадових повноважень, особовими якостями всіх членів колективу.

## Стильові шкали
Успіх застосування того чи іншого стилю залежить від багатьох обставин:
- змісту задачі і термінів її розв'язання;
- особистості керівника;
- особливостей колективу і виконавця;
- специфіки «поточного моменту»;
- інші фактори.

Під стилем розуміється манера поведінки керівника стосовно підлеглих, що дозволяє вплинути на них і змусити робити те, що в цей час потрібно. Існують дві основні стильові шкали:
1. шкала влади, діапазон якої простирається від повної демократії до абсолютної автократії. Тут розглядається ставлення керівника до своїх підлеглих як до суб'єктів управління;
2. шкала переваг, на якій відбивається ставлення керівника до підлеглих як до об'єктів управління.

## Види
По «шкалі влади» стилі керівництва підрозділяються на кілька видів, наприклад, на:
- авторитарний (директивний)
- демократичний (колегіальний)
- ліберальний (поблажливий)
- змішаний
- партнерський

Їхні особливості відбиті в таблиці:
Таблиця Характеристика стилів керівництва
| Параметри взаємодії керівників з підлеглими      | Стилі керівництва                                                         | Стилі керівництва                                                         | Стилі керівництва                                                    |
| Параметри взаємодії керівників з підлеглими      | авторитарний                                                              | демократичний                                                             | ліберальний                                                          |
| 1. Прийоми ухвалення рішення                     | Одноосібно вирішує питання                                                | Перед ухваленням рішення радиться з підлеглими                            | Чекає указівок від керівництва чи рішення наради                     |
| 2. Спосіб доведення рішення до виконавців        | Наказує, розпоряджається, командує                                        | Пропонує, просить                                                         | Просить                                                              |
| 3. Розподіл відповідальності                     | Бере на себе чи перекладає на підлеглих                                   | Розподіляє відповідальність відповідно до переданих повноважень           | Знімає із себе усяку відповідальність                                |
| 4. Відношення до ініціативи                      | Придушує                                                                  | Заохочує, використовує в інтересах справи                                 | Віддає ініціативу в руки підлеглих                                   |
| 5. Відношення до підбора кадрів                  | Боїться кваліфікованих працівників                                        | Підбирає грамотних працівників                                            | Підбором кадрів не займається                                        |
| 6. Відношення до недоліків власних знань         | Усе знає — усе вміє                                                       | Постійно підвищує свою кваліфікацію, враховує критику                     | Поповнює свої знання і заохочує цю рису у підлеглих                  |
| 7. Стиль спілкування                             | Тримає дистанцію, не товариський                                          | Дружньо налаштований, любить спілкування                                  | Боїться спілкування, спілкується з підлеглими тільки з їх ініціативи |
| 8. Характер відносин з підлеглими                | Диктується настроєм                                                       | Рівна манера поведінки, постійний самоконтроль                            | М'який, покладливий                                                  |
| 9. Відношення до дисципліни                      | Прихильник формальної твердої дисципліни                                  | Прихильник розумної дисципліни, здійснює диференційований підхід до людей | Вимагає формальної дисципліни                                        |
| 10. Відношення до морального впливу на підлеглих | Вважає покарання основним методом стимулювання. Заохочує тільки по святах | Використовує різні види стимулів, не завжди орієнтуючись на свята         | Діє приблизно так само, як і демократ                                |

Крім розглянутих стилів керівництва в літературі пропонуються системи управління X, Y, Z:
- Теорія X — авторитарний підхід до управління, тобто пряме регулювання і твердий контроль. Люди ледачі, мають потребу в примусі, контролі, керівництві, стимулюванні до сумлінної роботи, припускає страх покарання.[2]

- Теорія Y — робітники — творці і їх потрібно наділяти повноваженнями. Це демократичний (партисипативний) підхід, що приводить до делегування повноважень, збагаченню змісту роботи, поліпшенню взаємин, визнанню того, що мотивація людей відбувається на основі складної сукупності психологічних потреб і чекань.[2]

- Теорія Z — ця теорія розроблена на основі особливостей японського стилю управління, визначає ряд принципових положень: довгострокова, іноді довічна, система наймання на роботу, колективне прийняття рішень і колективна відповідальність, повільне просування по службі і неспеціалізованій кар'єрі (тобто ротація працівників через різні види робіт), неявний механізм контролю, усебічна турбота про персонал.[3]